# 桜人
桜人（さくらひと、さくらびと）とは、
- 源氏物語の古注釈、梗概書、源氏物語巻名目録や源氏物語古系図などの一部に現れるかつて存在したが今は内容が失われてしまったと考えられている源氏物語の巻名である。本項で詳述
- 室町時代に作られたと考えられる源氏物語の補作である雲隠六帖の第三帖の巻名。（雲隠六帖における）雲隠の並びの巻であるとされている。なお、雲隠六帖の中の「桜人」を上記の「桜人」と明確に区別するときには「六帖系桜人」と呼ばれることがある[1]。

## 概要
桜人とは、源氏物語の古注釈、梗概書、源氏物語巻名目録や源氏物語古系図などの一部に現れるかつて存在したが今は内容が失われてしまったと考えられている源氏物語の巻名である。「花見」の名で呼ばれることもある。
源氏物語の巻数は、現在は54巻とされているが、古くは60巻とされる場合もあり、ある時期まではその範囲や内容は揺れていたと言える。やがて源氏物語が古典・聖典化するとともに青表紙本や河内本の整定など本文の正規化が進むことになり、それとともに「どのような範囲のものを源氏物語とするか」についても不確定な部分が消えていき、この桜人や巣守、輝く日の宮など、現行の54帖に含まれない巻は源氏物語から除外され、やがて本文も失われていったと考えられる。

## さまざまな文献に現れる桜人
桜人は、以下のようなさまざまな資料にさまざまな形で現れている。